# Katrin Kammerlander
Katrin Kammerlander (* 1996 als Katrin Preiner) ist eine österreichische Leichtathletin, die sich auf den Stabhochsprung spezialisiert hat. Ihre ältere Schwester Verena Mayr ist ebenfalls als Leichtathletin aktiv.

## Sportliche Laufbahn
Katrin Kammerlander konnte sich bisher noch für keine internationalen Meisterschaften qualifizieren, wurde aber 2022 österreichische Hallenmeisterin im Stabhochsprung.

## Persönliche Bestleistungen
- Stabhochsprung: 3,60 m, 26. Juni 2021 in Graz
  - Stabhochsprung (Halle): 3,60 m, 16. Februar 2019 in Wien